# Most kolejowy Jänese
Most kolejowy Jänese – most kolejowy na linii Tapa – Tartu nad rzeką Emajõgi. Znajduje się pomiędzy wsiami Vorbuse a Maramaa, a patrząc wzdłuż linii kolejowej pomiędzy stacją kolejową Tartu a Kärkna.
Pierwszy most o długości 44,9 m został wybudowany w 1876 roku. Został on wysadzony w 1941 przez wycofującą się Armię Czerwoną. Nowa przeprawa, nieco w górę rzeki, została wybudowana w 1959 roku. Pozostałości starego mostu nadal są widoczne.

## Galeria

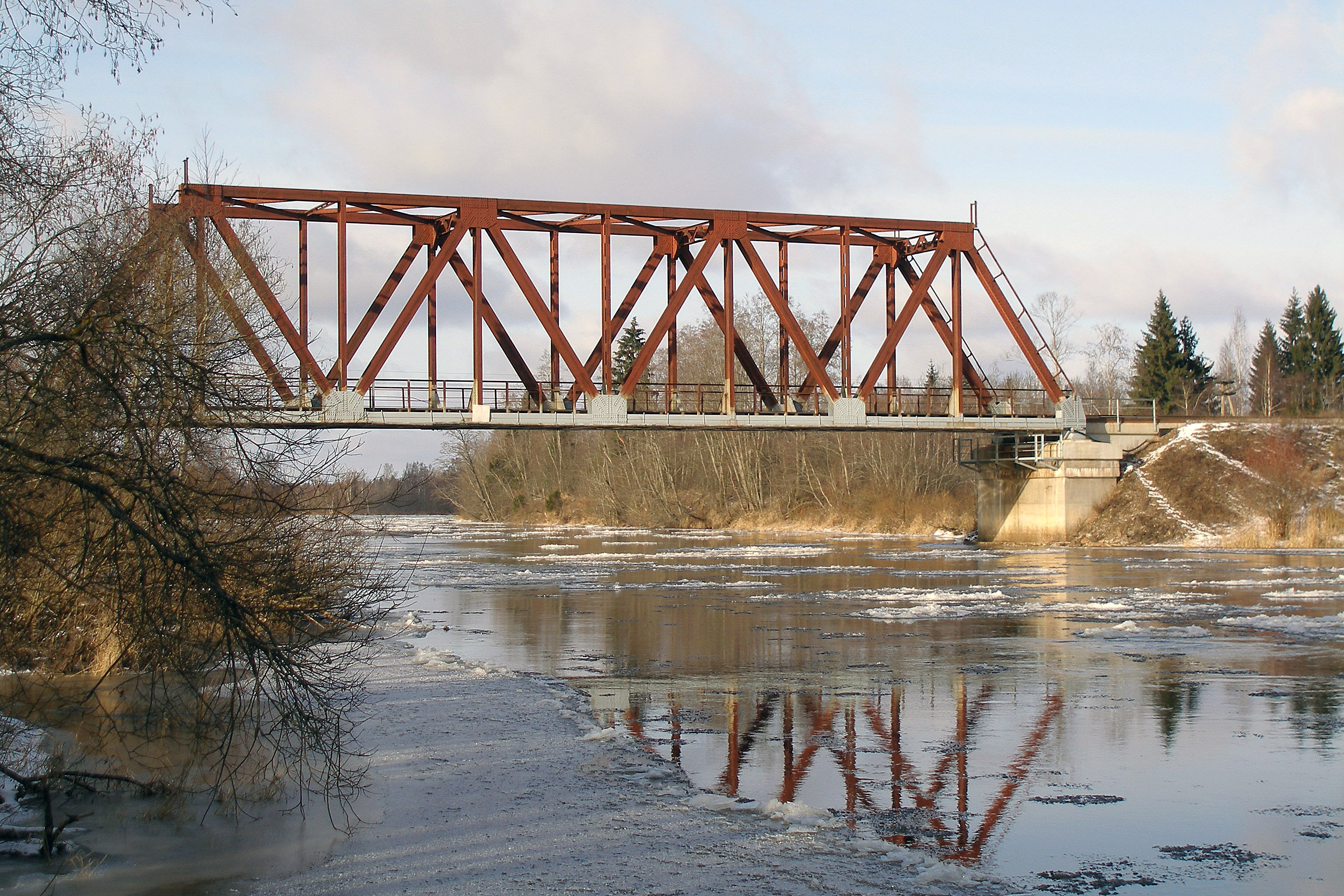
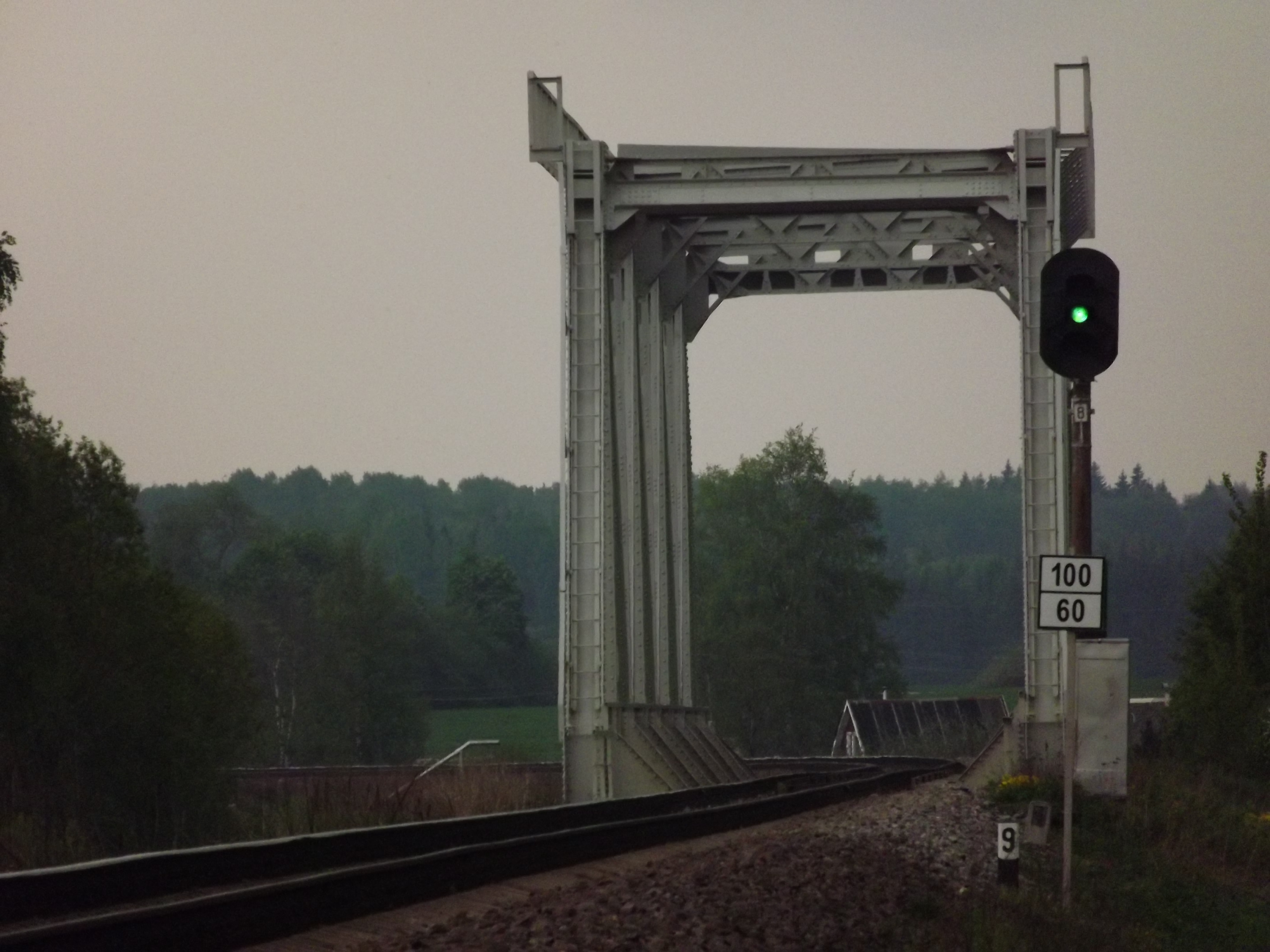
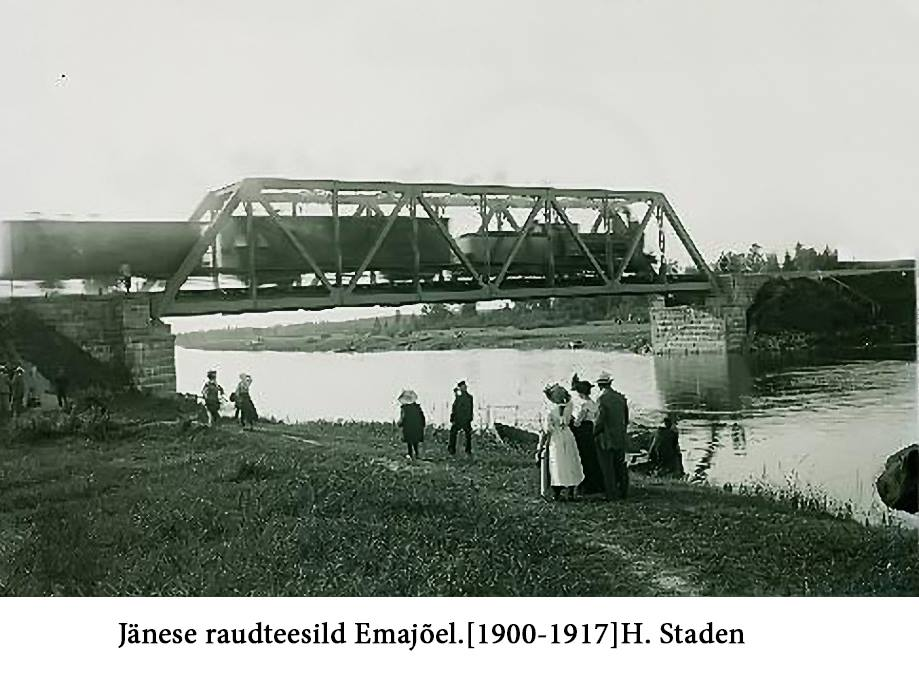